# Гордон Гріффіт
Гордон Гріффіт (англ. Gordon Griffith; 4 липня 1907 — 12 жовтня 1958) — американський режисер, продюсер, актор.
Один з перших американських дітей-акторів. Його кар'єра в кіно тривала близько п'ятдесяти років, за цей час він знявся в 60 фільмах. Успішно перейшов від зйомок в німих фільмах до участі в звуковому кіно. За час своєї акторської кар'єри зокрема співпрацював з Чарлі Чапліном. Першим виконав ролі Тома Сойєра і Тарзана.

## Фільмографія
- 1914 — Двадцять хвилин любові / Twenty Minutes of Love
- 1914 — Красива ванна / A Bath House Beauty
- 1914 — Курячий переслідувач
- 1914 — Ці сільські хлопці
- 1914 — Перерваний роман Тіллі
- 1914 — Дитячі автомобільні гонки
- 1914 — Найкращий мешканець
- 1914 — Фатальний молоток
- 1921 — Кемерон з королівської кінноти